# Erna Schneider Hoover
Erna Schneider Hoover, född 19 juni 1926, är en amerikansk matematiker, känd för att ha uppfunnit en datoriserad telefonväxelmetod som "revolutionerat modern kommunikation", enligt flera rapporter. Det förhindrade system från att överbelastas genom övervakning av callcentertrafik och prioritering av arbetsuppgifter på telefonväxeln för att möjliggöra en mer robust service under tider då många ringde samtidigt. Vid Bell Laboratories, där hon arbetade i över 32 år, beskrevs Hoover som en viktig pionjär för kvinnor inom datateknik.

## Tidigt i livet
Erna Schneider föddes den 19 juni 1926 i Irvington i New Jersey. Hennes familj bodde i South Orange, hennes far var tandläkare och hennes mor var lärare. Hon hade en yngre bror som avled av polio vid fem års ålder. Hon älskade simning, segling, kanotpaddling, och var intresserad av naturvetenskap i tidig ålder. Enligt en källa läste hon en biografi om Marie Curie som inspirerade henne till att tro att hon kunde lyckas i ett vetenskapligt fält, trots idéer om könsroller på den tiden. Hoover studerade klassisk och medeltida filosofi och historia vid Wellesley College. Hon avlade kandidatexamen vid Wellesley 1948 med utmärkelser, hon var även invald i Phi Beta Kappa och hedrades som en Durant Scholar. Hon avlade sin fil.dr. vid Yale University i filosofi och i grunderna av matematik 1951.

## Karriär
Hoover var professor vid Swarthmore College från 1951 till 1954 där hon undervisade i filosofi och logik. Dock lyckades hon inte vinna en tenure-track-anställning, möjligen på grund av sitt kön och civilstånd. 1953 gifte hon sig med Charles Wilson Hoover, Jr, som stöttade hennes karriär. 1954 anställdes Erna Schneider Hoover av Bell Labs i en senior teknisk roll (senior technical associate), och befordrades 1956. Enligt en källa motsvarade den interna utbildningen "en mastersexamen i datavetenskap." Växelsystem höll på att flyttas från elektronisk till datorbaserad teknik. Problem inträffade när ett callcenter blev överbelastat med tusentals samtal under en kort tid, vilket påverkade elektroniska reläer så att hela systemet "frös".
Hoover använde sin kunskap i symbolisk logik och feedbackteorin till att programmera kontrollmekanismer som använde data om inkommande samtal för att få ordning på hela systemet. Det använde metoder för att mäta antalet inkommande samtal vid olika tidpunkter. Hennes metod prioriterade processer som behandlade inkommande samtal i växeln före processer som var mindre viktiga, såsom bokföring och fakturering. Datorn justerade callcentrets mottagningsnivå automatiskt, vilket kraftigt minskade överbelastningsproblemen. Systemet blev känt som SPC-system.
Hoover kom på uppfinningen medan hon återhämtade sig efter födseln av sin andra dotter. Bell Labs advokater som hanterade patentet var tvungna att besöka henne hemma under hennes mammaledighet så att hon kunde underteckna papper. Resultatet av uppfinningen var en mycket mer robust service till den som ringde under tidpunkter med effekttoppar.
To my mind it was kind of common sense ... I designed the executive program for handling situations when there are too many calls, to keep it operating efficiently without hanging up on itself. Basically it was designed to keep the machine from throwing up its hands and going berserk.–Erna Schneider Hoover, 2008

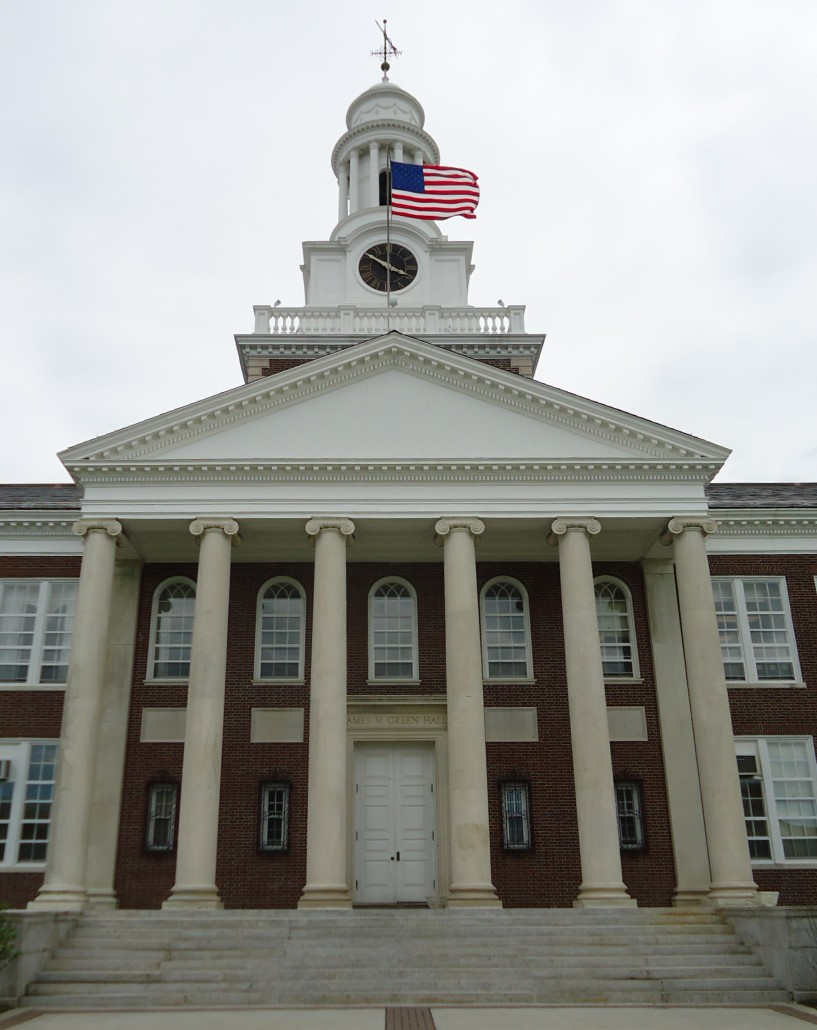
Hoover är en livslång förespråkare för högre utbildning. Som styrelseledamot i College of New Jersey var hon viktig i deras ansträngningar för att locka till sig statens bästa studenter och erhålla mer statligt stöd.

För sin uppfinning, kallad Feedback Control Monitor for Stored Program Data Processing System, blev Hoover beviljad patent #3,623,007 i november 1971. Det är ett av de första mjukvarupatenten som har utfärdades. Patentet söktes 1967 och utfärdades  1971. Som en följd av sin uppfinning blev hon den första kvinnliga chefen för en teknisk avdelning vid Bell Labs. Hon innehade den chefsrollen tills sin pension 1987. Principerna från hennes uppfinning används fortfarande i utrustning för telekommunikation under 2000-talet.
Hoover har arbetat med olika viktiga applikationer, såsom forskning för radarkontrollprogram för Safeguard Anti-Ballistic Missile System, som var ett system för att fånga upp inkommande interkontinentala ballistiska missiler. Hennes avdelning arbetade med artificiell intelligens-metoder, stora databaser, och transaktionell programvara. Hon arbetade på Bell Labs i 32 år, fram till sin pensionering 1987. Dessutom har hon varit styrelsemedlem i organisationer för högre utbildning i New Jersey. Som medlem av styrelsen Trustees of The College of New Jersey beskrivs hon som en visionär som var bidragande till att fler kvinnor anställdes, likaså att anta de "best prepared high school graduates" i staten, och hon hjälpte till att universitetet blev ett välrenommerat institut för högre utbildning genom stark lobbying för statlig finansiering.

## Utmärkelser
Erna Schneider Hoover tilldelades ett av de första patenten för mjukvaruprogram. Hon blev invald i National Inventors Hall of Fame 2008. Hon fick Wellesley College alumni achievement award.